# Бенч Василь Андрійович
Василь Бенч (нар. 15 жовтня 1922, с. Вілька Сяніцького повіту, тепер Польща) — народний різьбяр по дереву.

## Життєпис
Початкову школу закінчив у с. Балутянці. Змалку різьбив фігурки гірських орлів, навчаючись цього мистецтва у досвідченого різьбяра Михайла Орисика.
У 1945 р. насильно виселений в Україну. Мешкає у м. Трускавець на Львівщині.

## Творчість
Основні твори — скульптури малих форм «Мати доню колисала» (1947), «На верховині» (1957), «Юні друзі пернатих», «Вівчар», «Хлопець з вівцею» (1959), «Катерина» (1964), «Український танець» (1968), «Туристи» (1970), «Козаки в турецькій неволі» (1972), «Лісоруби» (1975) та інші.
Його одно- та багатофігурні композиції навіяні то народною ліричною, історичною піснею («Мати доню колисала», «Козаки в турецькій неволі»), то спогадами дитинства («На верховині»), то шевченківськими творами. Як і інші майстри, робить фігури оленів, орлів.
Брав участь у багатьох республіканських і обласних художніх виставках. Член Спілки художників України. Твори зберігаються у музеях Києва, Львова і інших міст України.